# Nieuwe Markt (Groningen)
De Nieuwe Markt is een plein in de stad Groningen. Het plein werd gerealiseerd bij het vernieuwen van de oostwand van de Grote Markt tussen 2012 en 2020. Daarbij werd de pleinwand teruggebracht tot de vooroorlogse rooilijn van de Grote Markt. De Naberpassage is hierbij komen te vervallen en vervangen door de Naberstraat. Forum Groningen neemt een prominente plek in aan het plein; het gebouw vormt feitelijk de gehele oostwand.

## Bebouwing en toegang
Door de realisatie zijn enkele historische gebouwen, zoals het Feithhuis, een chalet in Zwitserse stijl en de Engelenpoort aan de Nieuwe Markt komen te liggen. Centraal ligt Forum Groningen, waaronder een parkeergarage gerealiseerd is. Onder de Nieuwe Markt zelf ligt een fietsenkelder. De bebouwing aan de Poelestraat en aan het Martinikerkhof is met de achterkant aan de Nieuwe Markt komen te liggen; op sommige plaatsen is doorgang mogelijk. Toegang tot de Nieuwe Markt wordt verkregen door de Popkenstraat, de Schoolstraat, de Engelenpoort en de Naberstraat.

## Realisatie
In het herziene beeldkwaliteitsplan van 2014 was ruimte gelaten voor een eventuele overkluizing in de oostwand van de Grote Markt, waardoor de mogelijkheid van een nieuwe Naberpassage openbleef. De mogelijkheid van overkluizing leidde in 2014 tot veel discussie tussen voor- en tegenstanders hiervan. Uiteindelijk konden de Groningers stemmen over een aantal ontwerpen. De realisatie van de Nieuwe Markt werd daarbij mede mogelijk gemaakt door geld dat afkomstig is uit het Ruimtelijk Economisch Programma Zuiderzeelijn en het Europees Fonds voor Regionale Ontwikkeling.
De Nieuwe Markt zou volgens de oorspronkelijke plannen in 2015 gerealiseerd moeten zijn. In februari 2015 werd het project echter stilgelegd voor de periode van vier maanden. Dit vanwege nieuwe, door het Rijk gepresenteerde, Richtlijnen voor aardbevingsbestendig bouwen (NPR). Na uiteindelijk vijf maanden zonder bouwactiviteiten werd bekendgemaakt dat de Gemeente Groningen en de NAM  akkoord waren met de plannen om de gebouwen op de Nieuwe Markt aardbevingsbestendig te maken. Begin 2016 is opnieuw met de bouwwerkzaamheden begonnen. Forum Groningen werd eind 2019 geopend.